# Chicago Fall Tennis Classic 2021 - Qualificazioni singolare
Le qualificazioni del singolare femminile del Chicago Fall Tennis Classic 2021 sono state un torneo di tennis preliminare per accedere alla fase finale della manifestazione. Le vincitrici dell'ultimo turno sono entrate di diritto nel tabellone principale. In caso di ritiro di una o più giocatrici aventi diritto a queste sono subentrati le lucky loser, ossia le giocatrici che hanno perso nell'ultimo turno ma che avevano una classifica più alta rispetto alle altre partecipanti che avevano comunque perso nel turno finale.

## Teste di serie
1. Magdalena Fręch (qualificata)
2. Beatriz Haddad Maia (qualificata)
3. Maddison Inglis (qualificata)
4. Vol'ha Havarcova (ultimo turno, Lucky loser)
5. Kirsten Flipkens (qualificata)
6. Kateryna Kozlova (qualificata)
7. Anna Kalinskaja (qualificata)
8. Harriet Dart (ultimo turno, Lucky loser)

1. Rebecca Marino (ultimo turno)
2. Katarzyna Kawa (ultimo turno)
3. Lizette Cabrera (qualificata)
4. Asia Muhammad (ultimo turno)
5. Mariam Bolkvadze (ultimo turno)
6. Mai Hontama (qualificata)
7. Alycia Parks (primo turno)
8. Priscilla Hon (ultimo turno)

## Qualificate
1. Magdalena Fręch
2. Beatriz Haddad Maia
3. Maddison Inglis
4. Lizette Cabrera

1. Kirsten Flipkens
2. Kateryna Kozlova
3. Anna Kalinskaja
4. Mai Hontama

### Lucky loser
1. Vol'ha Havarcova

1. Harriet Dart

## Tabellone

### Legenda
| - Q = Qualificato - WC = Wild card - LL = Lucky loser | - ALT = Alternate - SE = Special Exempt - PR = Protected Ranking | - w/o = Walkover - r = Ritirato - d = Squalificato |

### Sezione 1
|  | Primo turno | Primo turno           | Primo turno           | Primo turno | Primo turno |  |  | Ultimo turno | Ultimo turno          | Ultimo turno          | Ultimo turno | Ultimo turno |  |
|  |             |                       |                       |             |             |  |  |              |                       |                       |              |              |  |
|  | 1           | Magdalena Fręch       | 6                     | 7           | 7           |  |  |              |                       |                       |              |              |  |
|  |             | Alexa Glatch          | 78                    | 65          | 5           |  |  | 1            | Magdalena Fręch       | Magdalena Fręch       | 6            | 6            |  |
|  |             | Bethanie Mattek-Sands | Bethanie Mattek-Sands | 6           | 6           |  |  |              | Bethanie Mattek-Sands | Bethanie Mattek-Sands | 2            | 2            |  |
|  | 15          | Alycia Parks          | Alycia Parks          | 3           | 4           |  |  |              |                       |                       |              |              |  |

### Sezione 2
|  | Primo turno | Primo turno         | Primo turno         | Primo turno | Primo turno |  |  | Ultimo turno | Ultimo turno        | Ultimo turno        | Ultimo turno | Ultimo turno |  |
|  |             |                     |                     |             |             |  |  |              |                     |                     |              |              |  |
|  | 2           | Beatriz Haddad Maia | Beatriz Haddad Maia | 6           | 6           |  |  |              |                     |                     |              |              |  |
|  |             | Nadežda Kičenok     | Nadežda Kičenok     | 1           | 1           |  |  | 2            | Beatriz Haddad Maia | Beatriz Haddad Maia | 6            | 6            |  |
|  | WC          | Ingrid Neel         | Ingrid Neel         | 3           | 4           |  |  | 10           | Katarzyna Kawa      | Katarzyna Kawa      | 4            | 2            |  |
|  | 10          | Katarzyna Kawa      | Katarzyna Kawa      | 6           | 6           |  |  |              |                     |                     |              |              |  |

### Sezione 3
|  | Primo turno | Primo turno     | Primo turno     | Primo turno | Primo turno |  |  | Ultimo turno | Ultimo turno    | Ultimo turno | Ultimo turno | Ultimo turno |  |
|  |             |                 |                 |             |             |  |  |              |                 |              |              |              |  |
|  | 3           | Maddison Inglis | Maddison Inglis | 6           | 6           |  |  |              |                 |              |              |              |  |
|  | WC          | Julia Lohoff    | Julia Lohoff    | 2           | 2           |  |  | 3            | Maddison Inglis | 62           | 6            | 7            |  |
|  |             | Ena Shibahara   | Ena Shibahara   | 0           | 4           |  |  | 12           | Asia Muhammad   | 7            | 4            | 63           |  |
|  | 12          | Asia Muhammad   | Asia Muhammad   | 6           | 6           |  |  |              |                 |              |              |              |  |

### Sezione 4
|  | Primo turno | Primo turno        | Primo turno        | Primo turno | Primo turno |  |  | Ultimo turno | Ultimo turno     | Ultimo turno     | Ultimo turno | Ultimo turno |  |
|  |             |                    |                    |             |             |  |  |              |                  |                  |              |              |  |
|  | 4           | Vol'ha Havarcova   | Vol'ha Havarcova   | 6           | 6           |  |  |              |                  |                  |              |              |  |
|  | WC          | Adesuwa Osabuohien | Adesuwa Osabuohien | 3           | 2           |  |  | 4            | Vol'ha Havarcova | Vol'ha Havarcova | 4            | 0            |  |
|  |             | Tara Moore         | 1                  | 7           | 2           |  |  | 11           | Lizette Cabrera  | Lizette Cabrera  | 6            | 6            |  |
|  | 11          | Lizette Cabrera    | 6                  | 64          | 6           |  |  |              |                  |                  |              |              |  |

### Sezione 5
|  | Primo turno | Primo turno        | Primo turno      | Primo turno | Primo turno |  |  | Ultimo turno | Ultimo turno     | Ultimo turno | Ultimo turno | Ultimo turno |  |
|  |             |                    |                  |             |             |  |  |              |                  |              |              |              |  |
|  | 5           | Kirsten Flipkens   | Kirsten Flipkens | 6           | 6           |  |  |              |                  |              |              |              |  |
|  | WC          | Madison Beckham    | Madison Beckham  | 0           | 0           |  |  | 5            | Kirsten Flipkens | 6            | 62           | 6            |  |
|  |             | Catherine Harrison | 6                | 3           | 2           |  |  | 9            | Rebecca Marino   | 4            | 7            | 4            |  |
|  | 9           | Rebecca Marino     | 3                | 6           | 6           |  |  |              |                  |              |              |              |  |

### Sezione 6
|  | Primo turno | Primo turno              | Primo turno              | Primo turno | Primo turno |  |  | Ultimo turno | Ultimo turno     | Ultimo turno | Ultimo turno | Ultimo turno |  |
|  |             |                          |                          |             |             |  |  |              |                  |              |              |              |  |
|  | 6           | Kateryna Kozlova         | Kateryna Kozlova         | 6           | 6           |  |  |              |                  |              |              |              |  |
|  |             | Nicole Melichar-Martinez | Nicole Melichar-Martinez | 4           | 4           |  |  | 6            | Kateryna Kozlova | 6            | 64           | 6            |  |
|  |             | Ulrikke Eikeri           | 1                        | 7           | 4           |  |  | 16/PR        | Priscilla Hon    | 2            | 7            | 3            |  |
|  | 16/PR       | Priscilla Hon            | 6                        | 63          | 6           |  |  |              |                  |              |              |              |  |

### Sezione 7
|  | Primo turno | Primo turno      | Primo turno      | Primo turno | Primo turno |  |  | Ultimo turno | Ultimo turno     | Ultimo turno     | Ultimo turno | Ultimo turno |  |
|  |             |                  |                  |             |             |  |  |              |                  |                  |              |              |  |
|  | 7           | Anna Kalinskaja  | Anna Kalinskaja  | 79          | 6           |  |  |              |                  |                  |              |              |  |
|  |             | Whitney Osuigwe  | Whitney Osuigwe  | 67          | 3           |  |  | 7            | Anna Kalinskaja  | Anna Kalinskaja  | 6            | 6            |  |
|  |             | Bárbara Gatica   | Bárbara Gatica   | 2           | 1           |  |  | 13           | Mariam Bolkvadze | Mariam Bolkvadze | 2            | 1            |  |
|  | 13          | Mariam Bolkvadze | Mariam Bolkvadze | 6           | 6           |  |  |              |                  |                  |              |              |  |

### Sezione 8
|  | Primo turno | Primo turno   | Primo turno   | Primo turno | Primo turno |  |  | Ultimo turno | Ultimo turno | Ultimo turno | Ultimo turno | Ultimo turno |  |
|  |             |               |               |             |             |  |  |              |              |              |              |              |  |
|  | 8           | Harriet Dart  | Harriet Dart  | 7           | 6           |  |  |              |              |              |              |              |  |
|  |             | Quinn Gleason | Quinn Gleason | 5           | 2           |  |  | 8            | Harriet Dart | Harriet Dart | 5            | 63           |  |
|  |             | Emina Bektas  | Emina Bektas  | 2           | 5           |  |  | 14           | Mai Hontama  | Mai Hontama  | 7            | 7            |  |
|  | 14          | Mai Hontama   | Mai Hontama   | 6           | 7           |  |  |              |              |              |              |              |  |